# Antibiotice
Antibiotice SA – rumuńskie przedsiębiorstwo farmaceutyczne zlokalizowane w Jassach.
Przedsiębiorstwo powstało w 1955 roku jako Fabryka Chemiczna nr 2, której celem była produkcja penicyliny. W 1959 roku uruchomiono produkcję gotowych form (maści i czopków) streptomycyny. W latach 60. i 70. XX wieku uruchamiano produkcję kolejnych substancji aktywnych: erytromycyny, oksytetracykliny, tetracykliny, gryzeofulwiny, czy lizyny. Spółka, już pod nazwą Antibiotice stała się jedynym producentem sterylnych preparatów do iniekcji w Rumunii.
W latach 90. XX wieku przedsiębiorstwo rozpoczęło produkcję leków (ampicylina i oksacylina) w postaci kapsułek.  W 1997 zostało ono przekształcone w spółkę akcyjną, a jej akcje zostały wprowadzone na Giełdę Papierów Wartościowych w Bukareszcie (Bursa de Valori București). Po 2000 roku linia produkująca nystatynę uzyskała akceptację FDA, pozwalającą na jej import do Stanów Zjednoczonych.